# Jarell Eddie
Jarell Alexander Eddie (Tampa, Florida; 30 de octubre de 1991) es un jugador de baloncesto estadounidense que actualmente forma parte de los Santeros de Aguada del Baloncesto Superior Nacional. Con 2,01 metros de altura, juega en las posiciones de escolta o alero.

## Trayectoria deportiva

### Universidad
Jugó durante cuatro temporadas con los Hokies del Instituto Politécnico y Universidad Estatal de Virginia, en las que promedió 9,6 puntos y 4,6 rebotes por partido.

#### Estadísticas
| Año     | Equipo        | PJ | PT | MPP  | %TC  | %3P  | %TL  | RPP | APP | ROB | TPP | PPP  |
| ------- | ------------- | -- | -- | ---- | ---- | ---- | ---- | --- | --- | --- | --- | ---- |
| 2010–11 | Virginia Tech | 27 | 0  | 10.9 | .368 | .219 | .688 | 2.2 | .5  | .1  | .3  | 2.9  |
| 2011–12 | Virginia Tech | 33 | 32 | 27.3 | .425 | .443 | .868 | 4.8 | 1.4 | .5  | .4  | 9.1  |
| 2012–13 | Virginia Tech | 32 | 28 | 30.3 | .396 | .321 | .842 | 5.6 | 1.3 | .3  | .8  | 12.3 |
| 2013–14 | Virginia Tech | 31 | 30 | 32.6 | .355 | .376 | .778 | 5.4 | 1.2 | .4  | .4  | 13.3 |

### Profesional
Tras no ser elegido en el Draft de la NBA de 2014, se unió a los Washington Wizards en la NBA Summer League, donde promedió 3,5 puntos y 1,5 rebotes por partido. En septiembre de 2014 fichó por Atlanta Hawks, pero fue despedido antes de que se iniciara la temporada.
Fue adquirido al mes siguiente por los Fort Wayne Mad Ants de la NBA D-League como afiliados de los Hawks, pero 
fue traspasado dos días después a los Austin Spurs. Allí jugó una temporada en la que promedió 12,9 puntos y 3,4 rebotes por partido.
En junio de 2015 se une a los Indiana Pacers en la Liga de Verano de Orlando, y a los San Antonio Spurs en la de Las Vegas, promediando en total en 12 partidos 10,9 puntos y 3,3 rebotes. En septiembre fichó por los Golden State Warriors, pero tras dos partidos de pretemporada fue despedido, regresando a la D-League.
El 23 de diciembre de 2015 fichó por los Washington Wizards, con los que debutó en la NBA 3 días después ante los Brooklyn Nets, logrando 12 puntos y 4 rebotes.
En 21 de octubre de 2016 fue despedido por los Wizards, tras disputar tres partidos de pretemporada.
En marzo de 2017 firmó un contrato por diez días con los Phoenix Suns de la NBA.
El 25 de septiembre de 2017 firmó contrato con los Chicago Bulls.
En 2018, da el salto a Europa para jugar en las filas del Strasbourg IG donde promediaría 11,2 puntos con un 46,4 por ciento de acierto en el triple (71 de 153 en los 28 partidos que disputó en la liga gala). En la Copa francesa, la Leaders Cup, metió 17,7 puntos por encuentro con un 7 de 10 en tiros de tres puntos y fue elegido MVP. 
En julio de 2019 se convierte en jugador del UCAM Murcia para jugar en la Liga Endesa durante una temporada. Durante la temporada 2019-20 promedia 14,4 puntos para 10,4 de valoración en la Liga Endesa vistiendo la camiseta de UCAM Murcia. 
En julio de 2020 se compromete con Fenerbahçe de la Basketbol Süper Ligi.
El 7 de septiembre de 2021 firma por el SIG Strasbourg de la Pro A francesa.
El 13 de enero de 2022 firma con el Hereda San Pablo Burgos de la Liga ACB por el resto de la temporada.
El 7 de agosto de 2022 firma por el Konyaspor de la Basketbol Süper Ligi.

#### Estadísticas

##### Temporada regular
| Año     | Equipo     | PJ | PT | MPP  | %TC  | %3P  | %TL   | RPP | APP | ROB | TPP | PPP |
| ------- | ---------- | -- | -- | ---- | ---- | ---- | ----- | --- | --- | --- | --- | --- |
| 2015-16 | Washington | 26 | 0  | 5.7  | .308 | .319 | 1.000 | .9  | .2  | .2  | .0  | 2.4 |
| 2016-17 | Phoenix    | 5  | 0  | 12.4 | .316 | .250 | .889  | 1.4 | .0  | .2  | .0  | 4.8 |
| 2017-18 | Chicago    | 2  | 0  | 3.0  | .000 | .000 | .000  | .0  | .0  | .5  | .0  | .0  |
| 2017-18 | Boston     | 1  | 0  | 3.0  | .000 | .000 | .000  | .0  | .0  | .0  | .0  | .0  |
| Total   | Total      | 34 | 0  | 6.4  | .302 | .292 | .941  | .9  | .2  | .1  | .0  | 2.6 |